# 浦安市立明海南小学校
浦安市立明海南小学校（うらやすしりつ あけみみなみしょうがっこう）は、千葉県浦安市明海五丁目にある公立小学校。浦安市内16番目の小学校として2006年（平成18年）4月1日に開校した。

## 概要
2006年（平成18年）に、浦安市立明海小学校から分離して開校した公立校で、市内では唯一の小中合同校舎を持つ学校である。

### 校歌
- 2007年（平成19年）2月22日発表
- 作詞：駒井瞭
- 作曲：三枝成彰[2]

### 校章
校章のデザインを公募。在校児童を含む47人50点の応募より選定された。

## 沿革
- 2006年（平成18年）
  - 3月23日 - 浦安市立明海南小学校校舎竣工式挙行。
  - 4月1日 - 明海小学校の一部学区を分離し、新設開校。
  - 4月3日 - 初代校長 藤井 孝 着任。
  - 4月7日 - 開校式と平成18年度第1学期始業式挙行。
  - 4月10日 - 第1回入学式挙行。
  - 9月17日 - 開校記念小中合同運動会開催。
  - 11月18日 - PTA設立総会開催。
- 2007年（平成19年）
  - 2月22日 - 校章・校歌発表会開催。
  - 3月19日 - 第1回卒業証書授与式挙行。
  - 4月1日 - 二代校長 大野宏尚 着任。
- 2011年（平成23年）4月1日 - 三代校長 鈴木忠吉 着任。
- 2013年（平成25年）4月1日 - 四代校長 津﨑雅義 着任[1]。

## 通学区域
- 明海5丁目
- 明海6丁目
- 明海7丁目

## 周辺
- 浦安市立明海中学校 - 同一建物内
- 学校法人渋谷教育学園認定こども園渋谷教育学園浦安こども園 - 進級前こども園のひとつで、かつ敷地が隣接。
- 浦安市立明海第3街区公園
- SBC東京医療大学 - 浦安市道をはさんで、敷地が隣接。
- このほか、グッドタイムリビング新浦安などのマンションなどや三井ガーデンホテルプラナ東京ベイなどのホテルも点在する。

## アクセス
- 東京ベイシティ交通3系統・23系統で、
  - 「明海六丁目」停留所から、徒歩約240m・約4分。
  - 「三井ガーデンホテル」停留所から、徒歩約300m・約5分。
- 羽田空港から、リムジン羽田新浦安線で、
  - 「三井ガーデンホテルプラナ東京ベイ」停留所から、徒歩約290m・約5分。
  - 「潮音の街」停留所から、徒歩約1.1km・約17分。

## 画像

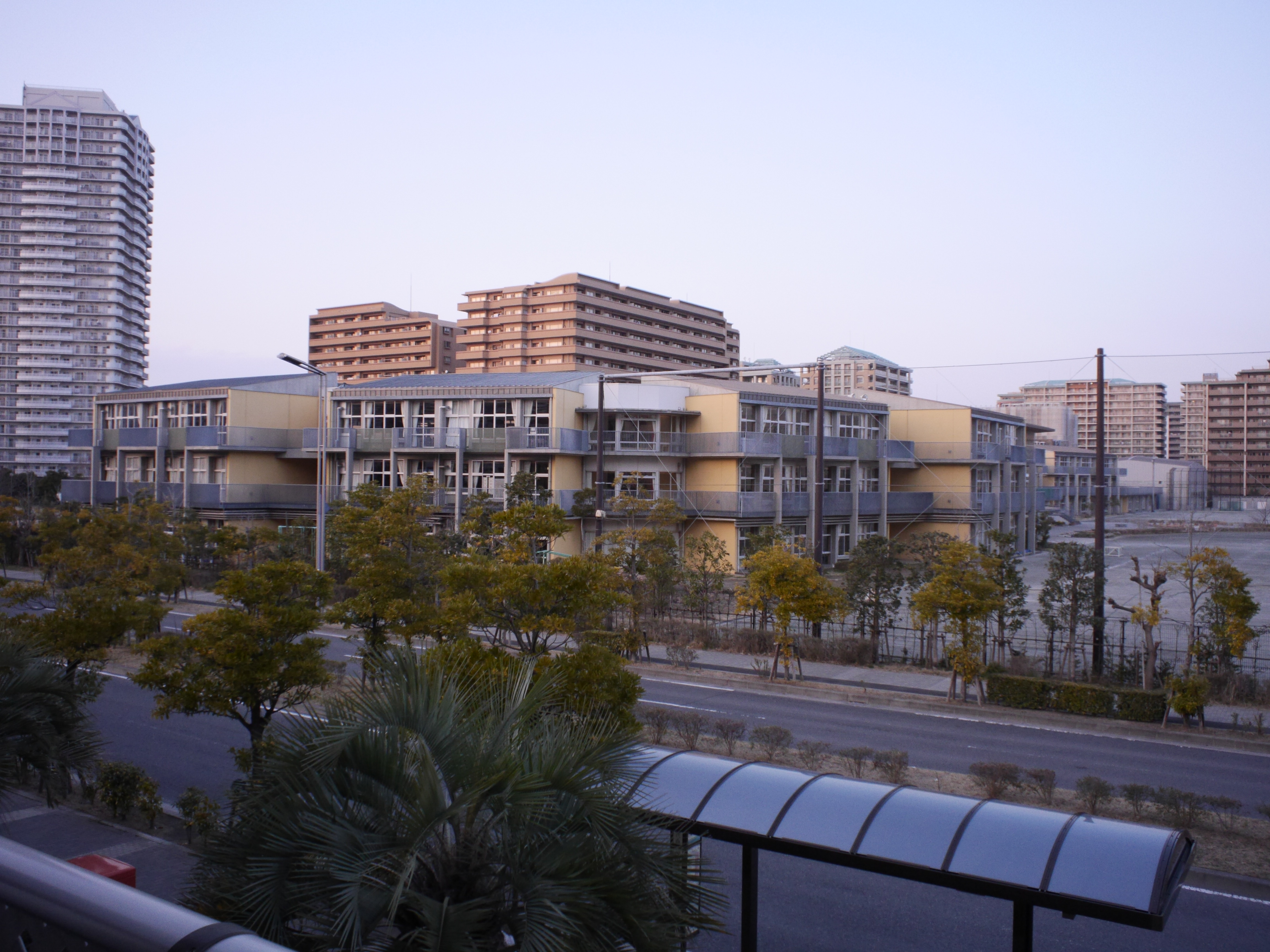
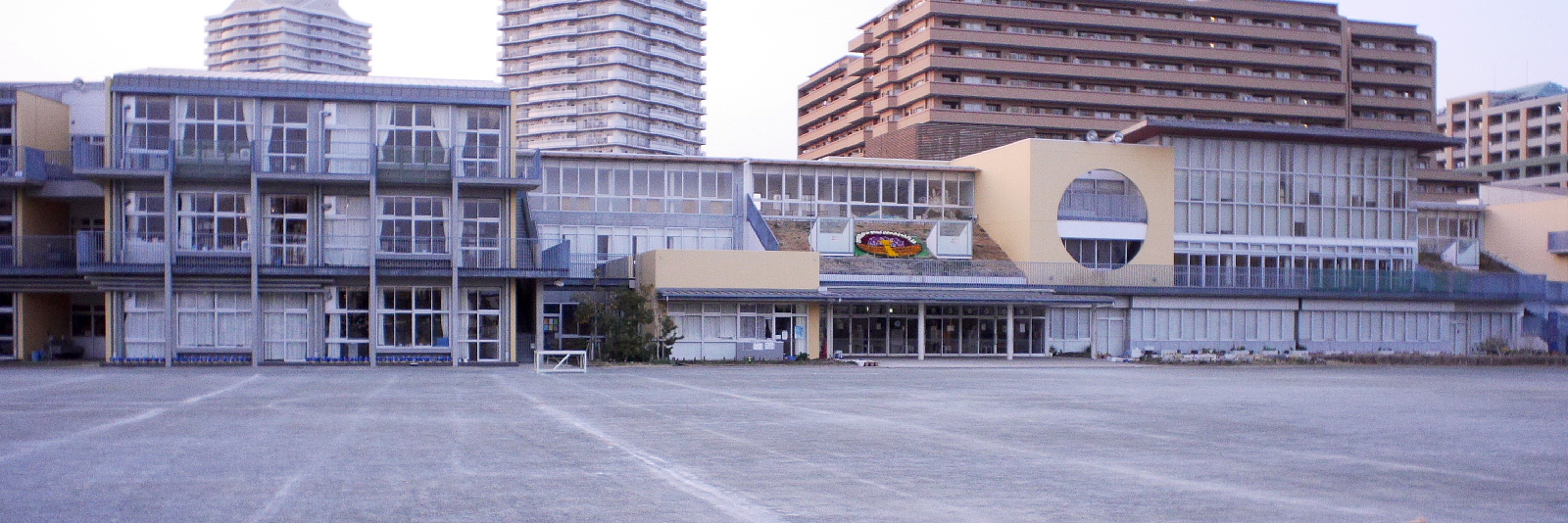
浦安市立明海南小学校運動場
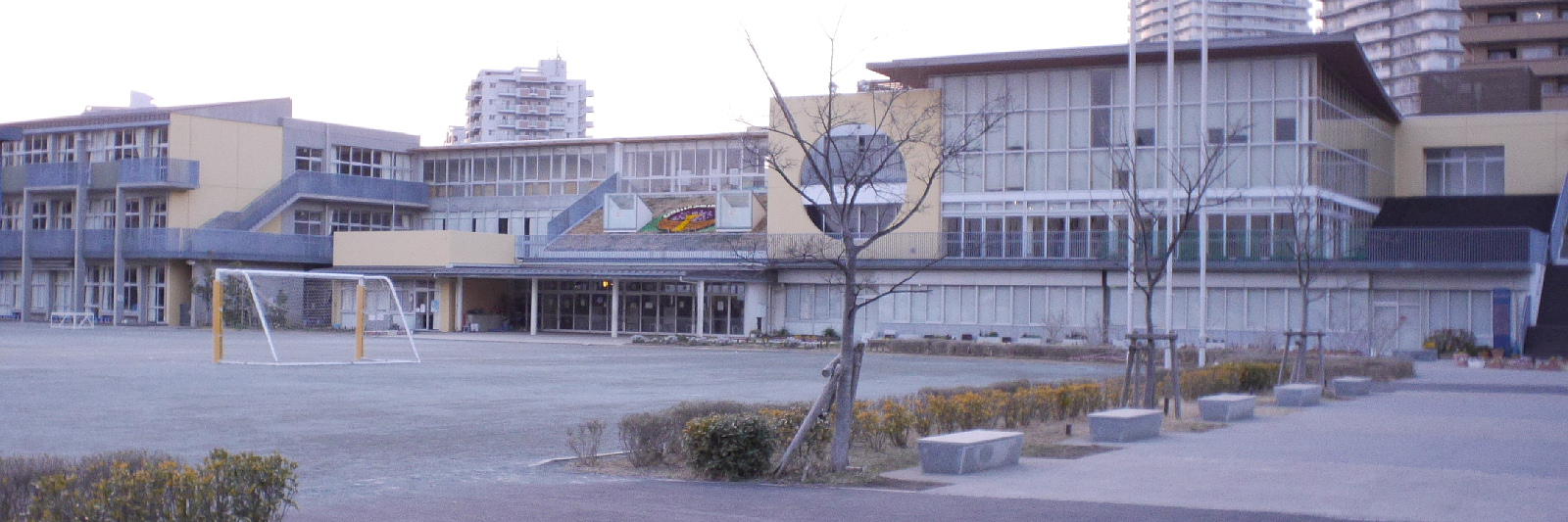
校門から見える運動場
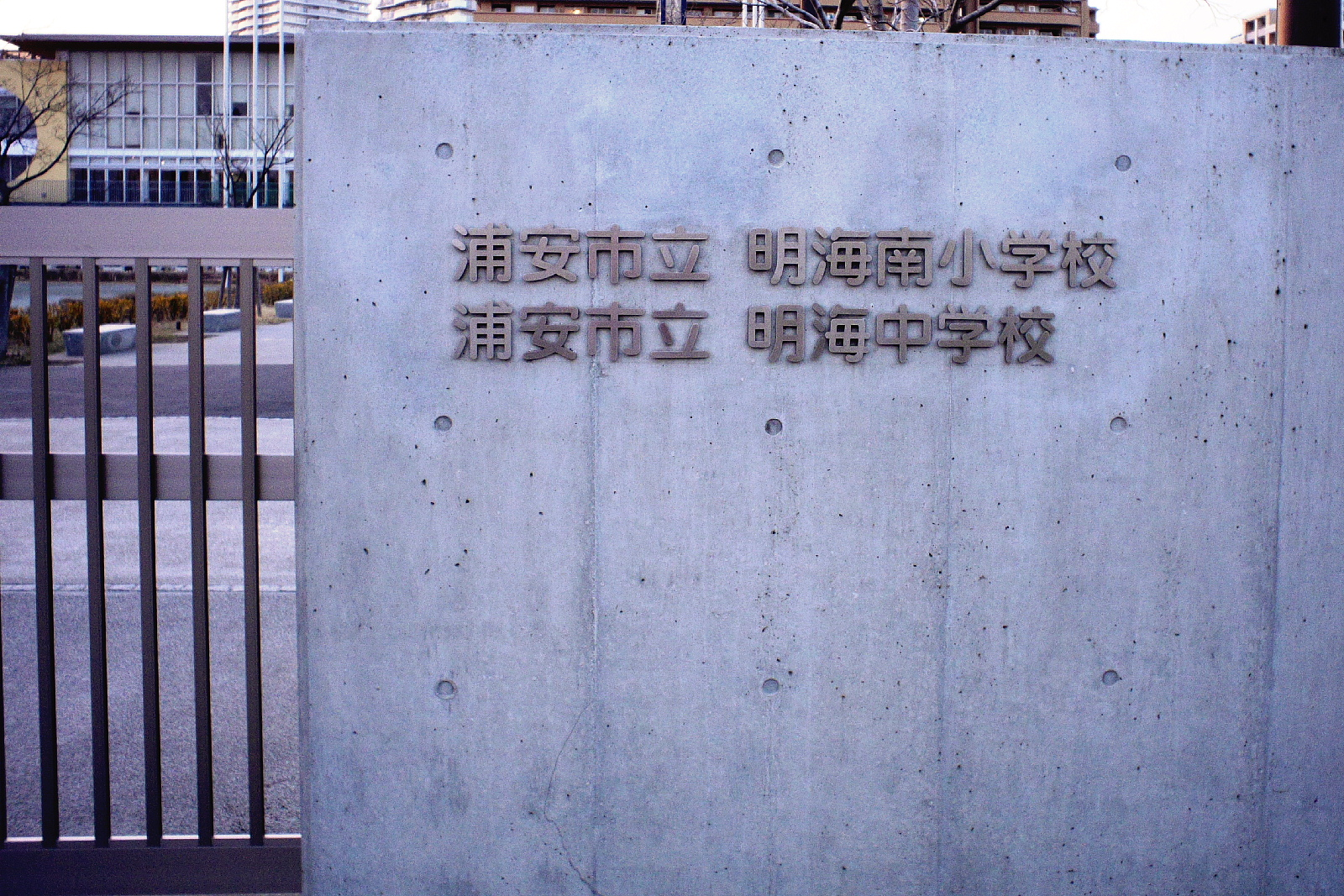
浦安市立明海南小学校、明海中学校合同校舎 校門